# Chilades yunnanensis
Chilades yunnanensis är en fjärilsart som beskrevs av Charles James Watkins 1927. Chilades yunnanensis ingår i släktet Chilades och familjen juvelvingar. Inga underarter finns listade i Catalogue of Life.